# Avenida Camilo Henríquez
La Avenida Camilo Henríquez es una arteria vial de la provincia de Cordillera, ubicada en la ciudad de Puente Alto en sentido norte-sur.
Es la continuación natural de la Avenida La Florida hacia el sur, partiendo desde el cruce de la Avenida Diego Portales pasando por el Mall Plaza Tobalaba en la intersección Avenida El Peral hasta llegar Avenida Eyzaguirre donde al continuación se transforma Camino al Volcán en dirección al Cajón del Maipo (ruta G-25).

## Historia
Su origen etimológico se debe al sacerdote, escritor y político chileno, héroe de la independencia de su país y de América del Sur Camilo Henríquez (1769-1825).

## Metro
El 1 de junio de 2018, en la cuenta pública del segundo gobierno de Sebastián Piñera, fue anunciada la nueva Línea 8 del Metro de Santiago, la cual recorrerá esta avenida y que será inaugurada en 2032.